# 馮紹彭
馮紹彭（?—?），江苏嘉定人，清朝政治人物。举人出身。
道光18年（1838年），擔任清朝遵义府婺川縣知縣。后由陶大全接任。